# Smyrna (Geòrgia)
Smyrna és una població dels Estats Units a l'estat de Geòrgia. Segons el cens del 2000 tenia 40.999 habitants.

## Demografia
Segons el cens del 2000, Smyrna tenia 40.999 habitants, 18.372 habitatges, i 9.498 famílies. La densitat de població era de 1.138,8 habitants/km².
Dels 18.372 habitatges en un 22,5% hi vivien nens de menys de 18 anys, en un 36,2% hi vivien parelles casades, en un 11,4% dones solteres, i en un 48,3% no eren unitats familiars. En el 37,5% dels habitatges hi vivien persones soles el 5,5% de les quals corresponia a persones de 65 anys o més que vivien soles. El nombre mitjà de persones vivint en cada habitatge era de 2,21 i el nombre mitjà de persones que vivien en cada família era de 2,92.
Per edats la població es repartia de la següent manera: un 19,5% tenia menys de 18 anys, un 10,8% entre 18 i 24, un 43,8% entre 25 i 44, un 17,6% de 45 a 60 i un 8,3% 65 anys o més.
L'edat mediana era de 32 anys. Per cada 100 dones de 18 o més anys hi havia 92,5 homes.
La renda mediana per habitatge era de 47.572 $ i la renda mediana per família de 53.821 $. Els homes tenien una renda mediana de 38.896 $ mentre que les dones 35.465 $. La renda per capita de la població era de 27.637 $. Entorn del 6,7% de les famílies i el 8,9% de la població estaven per davall del llindar de pobresa.

## Poblacions més properes
El següent diagrama mostra les poblacions més properes.

## Personalitats
- Julia Roberts. Actriu.